# Elke Karsten
Elke Josseline Karsten (* 15. Mai 1995 in Quilmes, Argentinien) ist eine argentinische Handballspielerin, die dem Kader der argentinischen Nationalmannschaft angehört.

## Vereinskarriere
Karsten spielte ab ihrem achten Lebensjahr beim argentinischen Verein Asociación Alemana de Cultura Física de Quilmes. Die Rückraumspielerin schloss sich im Januar 2016 dem spanischen Verein Costa del Sol Málaga an. Zur Saison 2017/18 wechselte sie zum spanischen Erstligisten Balonmano Bera Bera. 2018 gewann sie mit Bera Bera die spanische Meisterschaft. Im Sommer 2019 schloss sie sich dem ungarischen Erstligisten Debreceni VSC an. In der Saison 2021/22 stand sie beim norwegischen Erstligisten Molde HK unter Vertrag. Anschließend wechselte sie zum französischen Erstligisten Bourg-de-Péage Drôme Handball, bei dem sie bis zur Insolvenz im Dezember 2022 spielte. Seit dem 5. Januar 2023 läuft sie erneut für Super Amara Bera Bera auf.

## Auswahlmannschaften
Karsten nahm 2013 mit der argentinischen Handballnationalmannschaft an der Weltmeisterschaft teil, bei der sie 13 Treffer erzielte. 2015 errang sie bei den Panamerikanischen Spielen in Toronto die Silbermedaille sowie bei der Panamerikameisterschaft die Bronzemedaille. Bei der Weltmeisterschaft 2015 gehörte sie dem Kader der argentinischen Auswahl an. Weiterhin nahm sie an den Olympischen Spielen in Rio de Janeiro teil. Bei den Panamerikanischen Spielen 2019 in Lima sowie bei den Panamerikanischen Spielen 2023 in Santiago de Chile gewann sie jeweils die Silbermedaille. Bei der Weltmeisterschaft 2023, die Argentinien auf dem 20. Platz abschloss, erzielte sie acht Treffer.